# Friedrich Hottenroth

Friedrich Hottenroth, vor 1880

Friedrich Hottenroth (* 6. Februar 1840 in Johannisberg; † 26. Mai 1917 in Frankfurt am Main) war ein deutscher Trachten- und Brauchtumsforscher, Lithograf, Maler und Autor.

## Leben
Nach einem durch ein Stipendium ermöglichten Gymnasialbesuch begann Hottenroth autodidaktisch mit der Zeichnerei. Zwischen 1873 und 1877 wirkte er als Illustrator für Wilhelm Zimmermanns Illustrierte Geschichte des deutschen Volkes.
1879 begann er seine Arbeiten über die deutschen Volkstrachten, dem reich illustrierten Handbuch der deutschen Tracht folgten nach dessen Fertigstellung 1892 bis zum Jahre 1902 noch die drei Bände zu den Deutschen Volkstrachten.
Hottenroth illustrierte seine Trachtenbeschreibungen selbst. Dazu begab er sich mit seinen Zeichenutensilien auf längere Wanderungen über die Dörfer. Sein letztes Werk waren die 1912 erschienenen Altfrankfurter Trachten. Er blieb zeitlebens unverheiratet und starb verarmt in einem Heim für mittellose Künstler.

## Publikationen
- Trachten, Haus-, Feld- und Kriegsgeräthschaften der Völker alter und neuer Zeit. 2 Bde. Gustav Weise, Stuttgart 1884 & 1891 (Digitalisat)
- Handbuch der deutschen Tracht. Mit 1631 ganzen Figuren und 1391 Teilfiguren in 271 schwarzen Textill., 30 Farbentaf. und einer Titelvignette. Gustav Weise, Stuttgart 1892 .
  - Nachdruck: Die Kleidung der Deutschen. Gewänder und Zugehöriges von den Germanen bis zum Ende des 19. Jahrhunderts. Alle Abbildungen mit den Bildlegenden aus dem „Handbuch der Deutschen Tracht“ (1892–1896). Th. Schäfer, Hannover 1999, ISBN 3-88746-111-8.
- Deutsche Volkstrachten, städtische und ländliche, vom XVI. Jahrhundert an bis zum Anfange des XIX. Jahrhunderts. 3 Bde. Keller, Frankfurt a. M. 1898ff.
  - Bd. 1: Volkstrachten aus Süd- und Südwest-Deutschland. 1898
  - Bd. 2: Volkstrachten aus West- und Nordwest-Deutschland. 1900
  - Bd. 3: Volkstrachten aus Nord- und Nordost-Deutschland sowie aus Deutsch-Böhmen. 1902
- Die Nassauischen Volkstrachten. Auf Grund des vom Amtsgerichtsrat a. D. Düssell gesammelten Materials bearb. von Friedrich Hottenroth. Verl. für nassauische Altertumskunde, Wiesbaden 1905.
- Altfrankfurter Trachten von den ersten geschichtlichen Spuren an bis ins 19. Jahrhundert. Keller, Frankfurt a. M. 1912.